# آنتون پرتریوس
آنتون پرتریوس (آلمانی: Anton Praetorius؛ زاده ۱۵۶۰ درگذشته ۶ دسامبر ۱۶۱۳) یک زندگی‌نامه‌نویس و روحانی اهل آلمان بود.